# 島根県立出雲農林高等学校
島根県立出雲農林高等学校（しまねけんりつ いずものうりんこうとうがっこう, Shimane Prefectural Izumo Agricultural and Forestry High School）は、島根県出雲市下横町にある県立の農業高等学校。略称「出農」・「農林」（いずのう・のうりん）。

## 概要
歴史
「島根県立今市農業学校」として独立した1933年（昭和8年）を創立年としている。1948年（昭和23年）に新制の農業高等学校となり、数回の改編・改称を経て、1953年（昭和28年）に現校名の「島根県立出雲農林高等学校」となった。2013年（平成25年）に創立80周年を迎える。
設置課程・学科
全日制課程 4学科
- 植物科学科
- 環境科学科
- 食品科学科
- 動物科学科

校訓
「耕魂・育命」- 生命を育て、自らの魂を耕せ（育てる心と育つ心）
校章
クローバーを背景にして「高」の文字を置いている。
同窓会
校訓にちなみ、「耕魂会」と称している。

## 沿革
前史
- 1915年（大正4年）4月26日 - 「簸川郡今市町外五ケ村学校組合立農学校」が開校。
- 1918年（大正7年）4月1日 - 「簸川郡今市町外五ケ村学校組合立実業学校」に改称。
- 1919年（大正8年）9月22日 - 「簸川郡今市[1]実業学校」に改称。
- 1920年（大正9年）4月1日 - 郡立移管により、「簸川郡立今市実業学校」に改称（郡の後に「立」を加える）。
- 1923年（大正12年）4月1日 - 県立移管により、「島根県立今市実業学校」に改称。
- 1929年（昭和4年）3月29日 - 「島根県立今市農商学校」（農業科・商業科）に改称。

農業学校時代
- 1933年（昭和8年）4月1日 - 農業科が分離し「島根県立今市農業学校」（修業年限5年、甲種農業学校、5学級編成）として独立（創立年）。
- 1945年（昭和20年）4月11日 - 農業土木科を新設。
- 1947年（昭和22年）4月1日 - 学制改革（六・三制の実施、新制中学校の発足）
  - 農業学校の生徒募集を停止。
  - 新制中学校を併設（名称:島根県立今市農業学校併設中学校、以下・併設中学校）し、農業学校1・2年修了者を新制中学校2・3年生として収容。
  - 併設中学校は経過措置としてあくまで暫定的に設置されたため、新たに生徒募集は行われず、在校生が2・3年生のみの中学校であった。
  - 農業学校3・4年修了者はそのまま農業学校に在籍し、4・5年生となる（4年で卒業することもできた）。

新制・農業高等学校
- 1948年（昭和23年）
  - 4月1日 - 学制改革（六・三・三制の実施）により農業学校が廃止され、新制高等学校「島根県立出雲農業高等学校」が発足。
    - 全日制農業科（6学級）、農業土木科（3学級）を設置。
    - 農業学校卒業生（5年修了者）を新制高校3年生、農業学校4年修了者を新制高校2年生、併設中学校卒業生（3年修了者）を新制高校1年生として収容。
    - 併設中学校は新制高校に継承され（名称:島根県立出雲農業高等学校併設中学校）、在校生が1946年（昭和21年）に農業学校へ最後に入学した3年生のみとなる。

  - 7月20日 - 定時制の設置が認可される。
  - 8月3日 - 本校に定時制中心校を設置。
  - 8月4日 - 定時制 西須佐分校を設置。
- 1949年（昭和24年）
  - 3月31日 - 併設中学校を廃止（修業年限の旧制4～5年から新制3年への移行を完了）。
  - 4月1日 - 高校三原則に基づく島根県内の公立高校再編により、島根県立出雲商工高等学校と統合され、「島根県立出雲産業高等学校 農業部」となる。
    - 本部は農業部に設置される。
- 1952年（昭和27年）4月1日 - 畜産科（3学級）を新設。
- 1953年（昭和28年）4月1日 - 島根県立出雲産業高等学校から農業部が分離し、「島根県立出雲農林高等学校」（現校名）として独立[2]。
- 1954年（昭和29年）
  - 4月1日 - 西須佐分校を「須佐分校」に改称（「西」を除く[3]）。
  - 10月8日 - 開校20周年を記念し、校歌の制定、図書館の改造、温室・畜舎・農産加工室の増築を行う。
- 1957年（昭和32年）4月1日 - 須佐分校を「佐田分校」に改称（「須佐」を「佐田」に変更[4]）。
- 1963年（昭和38年）
  - 4月1日 - 農業科を1学級（農芸化学コース）増設。
  - 10月5日 - 開校30周年を記念し、校旗の新調、庭園の造成等を行う。
- 1966年（昭和41年）4月1日 - 佐田分校を定時制農業科・家政科から全日制普通科に転換。
- 1970年（昭和45年）4月1日 - 園芸科を設置。定時制課程（本校）農業科の募集を停止。
- 1973年（昭和48年）
  - 3月31日 - 定時制課程（本校）農業科を廃止。
  - 4月1日 - 食品製造科を新設。鉄筋コンクリート造3階建ての普通教室棟、平屋の作物実習棟が現在地に完成。
- 1974年（昭和49年）1月8日 - 開校40周年記念館が完成。
- 1976年（昭和51年）10月8日 - 旧校舎の離校式および新校舎の入校式を挙行。
- 1983年（昭和58年）4月1日 - 佐田分校を島根県立大社高等学校に移管。
- 1988年（昭和63年）10月 - 第39回日本学校農業クラブ全国大会・島根大会の測量・家畜審査競技の会場となる。
- 1990年（平成2年）11月 - 硬式野球場が完成。
- 1991年（平成3年）12月 - いきいきシマネスクール環境整備事業の一環として小動物ふれあい広場と田園広場が完成。
- 1993年（平成5年）
  - 4月1日 - 教育課程に総合選択制を導入。
  - 11月20日 - 創立60周年を記念して中庭の整備等を実施。
- 1998年（平成10年）4月1日 - 学科を植物科学科・生産環境科・食品科学科・動物科学科の4学科に再編。環境保全系（80名）・応用生物系（80名）のくくり募集[5]を開始。
- 1999年（平成11年）10月18日 - インターンシップ実習を開始。
- 2000年（平成12年）9月1日 - 学校評議員制度を導入。
- 2003年（平成15年）11月 - 創立70周年を記念し、生徒1人1本のアジサイ植樹を実施。マイクロバスが寄贈される。
- 2004年（平成16年）4月1日 - 学科を植物科学科・環境科学科・食品科学科・動物科学科に改編。
- 2005年（平成17年）
  - 2月8日 - 全日本学校緑化コンクール学校環境緑化の部で文部科学大臣賞（特選）を受賞。
  - 12月10日 - チャレンジショップ「出農だんだん村」がオープン。
- 2006年（平成18年）
  - 3月3日 - 国際貢献旅行（ウズベキスタン共和国訪問）を開始。
  - 12月7日 - ウズベキスタン共和国 サマルカンド農業カレッジとの交流協定を締結。
- 2007年（平成19年）
  - 4月27日 - 緑化推進運動功労者として内閣総理大臣より表彰を受ける。
  - 5月1日 - 特別支援教育を開始。
- 2012年（平成24年）- 2学期よりスペインから留学生（AFS留学生）を受け入れる。

## 部活動
運動部
- ウエイトリフティング部
- カヌー部
- サッカー部
- ソフトテニス部
- バドミントン部
- バレーボール部
- 剣道部
- 野球部
- 陸上部
- バスケットボール部

文化部
- JRC部 （Junior Red Cross）
- 華道部
- 海外研究部
- 写真部
- 出農太鼓部
- 吹奏楽クラブ
- 茶道部
- 美術部
- 文芸部
- 放送部